# Joshua Grenier
Joshua Grenier (* 16. Juli 1979 in Manchester, New Hampshire) ist ein ehemaliger amerikanischer Fußballspieler.
Grenier spielte zuerst Eishockey, ehe er zum Fußball kam. Zu Collegezeiten war er einer der besten Eishockeyspieler, was ihm mehrere Angebote aus der NHL einbrachte, die er jedoch wegen seines Studiums ablehnte und sich stattdessen für den Fußball entschied. In den USA spielte er für das New Hampshire College und die Clayton College & State University und war in dieser Zeit im Jahr 2000 ein "All American". Anfang des Jahres 2003 wechselte der bullige Innenverteidiger zum damaligen Oberligisten TuS Koblenz. 
Da "Josh" noch bis zum Ende der Saison 2008 als einziger Spieler neben Philipp Langen aus der Oberligazeit verblieben war, genoss er große Popularität bei den Fans der TuS. Nach der Saison 2007/2008 verkündete er in der Sommerpause seinen Abschied aus Koblenz. Er versuchte, seine Karriere zukünftig in der US-amerikanischen Profiliga MLS fortzusetzen. Als er jedoch keinen attraktiven Verein im Umkreis seiner Heimat New Hampshire fand, entschloss er sich, seine fußballerische Karriere zu beenden und arbeitet seitdem als Computerspezialist.
Seine größten Erfolge sind der Aufstieg in die Regionalliga 2004, der Aufstieg in die 2. Bundesliga 2006 und der zweimalige Gewinn des Rheinlandpokals (2005 und 2006).